# Região PAL

Sistema de televisão por país

A região PAL é um território de publicação de jogos eletrônicos que abrange os países Austrália, Nova Zelândia e Reino Unido, às vezes variando entre países europeus. A maioria dos jogos definidos como parte da região não irão funcionar em consoles de regiões NTSC-U/C ou NTSC-J por causa da trava regional. Enquanto isto ocorre na maioria dos casos, alguns jogos lançados para Xbox e Xbox 360 são exceções desta regra, já que a política da Microsoft diz que depende dos distribuidores dos jogos. A Sony possui uma política semelhante a respeito do PSP, mas a maioria dos distribuidores escolhem deixar o uso livre nos seus jogos de UMD. Os jogos em blu-ray do PlayStation 3 podem ser jogados em consoles de quaisquer regiões. Todos os consoles caseiros da Nintendo anteriores ao Nintendo Switch possuem travamento regional, ora por codificação de software, ora por diferenças físicas na mídia e consoles. Os consoles portáteis da Nintendo não possuem travamento regional, assim como a maioria dos outros sistemas do mesmo gênero (Neo Geo Pocket, Game Gear, etc.).
Para consoles o Brasil usa PAL-M como padrão de televisão, mas a região de seus jogos é NTSC (americana) devido a diferença de frequência e resolução do PAL europeu (625 linhas a 50 Hz) e do PAL-M e que é a mesma do NTSC (525 linhas a 60 Hz). Vale ressaltar que a maioria dos aparelhos de televisão brasileiros são compatíveis tanto com PAL-M e NTSC. 

## Métodos de decodificação de cores
As designações "PAL-D", "PAL-N", "PAL-H" e "PAL-K" nesta seção descrevem métodos de decodificação PAL e não estão relacionadas a sistemas de transmissão com nomes semelhantes.
A licença Telefunken abrangia qualquer método de decodificação que dependesse da fase alternada da subportadora para reduzir os erros de fase, descritos como "PAL-D" para "atraso" e "PAL-N" para "novo" ou "bloqueio de crominância".
Isso excluiu decodificadores PAL muito básicos que dependiam do olho humano para calcular a média dos erros de fase de linha ímpar/par, e no início da década de 1970 alguns fabricantes japoneses de conjuntos desenvolveram sistemas básicos de decodificação para evitar o pagamento de royalties à Telefunken. Essas variações são conhecidas como "PAL-S" (para "simples" ou "Volks-PAL"), operando sem uma linha de atraso e sofrendo o efeito "barras de Hannover". Um exemplo desta solução é o conjunto Kuba Porta Color CK211P.  Outra solução foi usar uma linha de atraso analógica de 1H para permitir a decodificação apenas das linhas ímpares ou pares. Por exemplo, a crominância em linhas ímpares seria comutada diretamente para o decodificador e também seria armazenada na linha de atraso. Então, em linhas pares, a linha ímpar armazenada seria decodificada novamente. Este método (conhecido como "gated NTSC") foi adotado pela Sony em seus conjuntos Trinitron da década de 1970 (KV-1300UB a KV-1330UB), e veio em duas versões: "PAL-H" e "PAL-K" (média em várias linhas). Ele efetivamente tratou PAL como NTSC, sofrendo de erros de matiz e outros problemas inerentes ao NTSC e exigiu a adição de um controle de matiz manual.

## PAL vs. SECAM
As patentes da SECAM antecedem as da PAL em vários anos (1956 vs. 1962). Seu criador, Henri de France, em busca de uma resposta para os conhecidos problemas de matiz NTSC, teve ideias que se tornariam fundamentais para ambos os sistemas europeus, a saber:
1. As informações de cor em duas linhas de TV sucessivas são muito semelhantes e a resolução vertical pode ser reduzida pela metade sem impacto sério na qualidade visual percebida;
2. Uma transmissão a cores mais robusta pode ser alcançada espalhando informações em duas linhas de TV em vez de apenas uma;
3. As informações das duas linhas de TV podem ser recombinadas usando uma linha de atraso.

A SECAM aplica esses princípios transmitindo alternadamente apenas um dos componentes "U" e "V" em cada linha de TV e obtendo o outro da linha de atraso. O QAM não é necessário, e a modulação de frequência da subportadora é usada em vez disso para robustez adicional (a transmissão sequencial de "U" e "V" seria reutilizada muito mais tarde nos últimos sistemas de vídeo "analógicos" da Europa: os padrões MAC).
A SECAM está livre de erros de matiz e saturação. O sistema não é sensível a mudanças de fase entre a explosão de cor e o sinal de crominância, e por esta razão foi às vezes usado nas primeiras tentativas de gravação de vídeo colorido, onde as flutuações de velocidade da fita poderiam colocar os outros sistemas em problemas. No receptor, ele não exigia um cristal de quartzo (que era um componente caro na época) e geralmente podia fazer com linhas e componentes de atraso de menor precisão.
As transmissões SECAM são mais robustas em distâncias mais longas do que NTSC ou PAL. No entanto, devido à sua natureza FM, o sinal de cor permanece presente, embora em amplitude reduzida, mesmo em porções monocromáticas da imagem, estando assim sujeito a cores cruzadas mais fortes.
Uma séria desvantagem para o trabalho de estúdio é que as adições de dois sinais SECAM não produz informações de cor válidas, devido ao seu uso de modulação de frequência. Foi necessário demodular o FM e manuseá-lo como AM para uma mistura adequada, antes de finalmente remodular como FM, ao custo de alguma complexidade adicional e degradação do sinal. Em seus últimos anos, isso não era mais um problema, devido ao uso mais amplo de componentes e equipamentos digitais.
O PAL pode funcionar sem uma linha de atraso (PAL-S), mas essa configuração, às vezes referida como "PAL do homem pobre", não poderia corresponder ao SECAM em termos de qualidade de imagem. Para concorrer com ela ao mesmo nível, teve de fazer uso das principais ideias acima descritas e, como consequência, o PAL teve de pagar taxas de licença à SECAM. Ao longo dos anos, isso contribuiu significativamente para os cerca de 500 milhões de francos reunidos pelas patentes da SECAM (para um investimento inicial de 100 milhões de francos em pesquisa). 
Assim, o PAL poderia ser considerado como um sistema híbrido, com sua estrutura de sinal mais próxima do NTSC, mas com sua decodificação tomando emprestado muito da SECAM.
Havia especificações iniciais para usar cores com o formato francês da linha 819 (sistema E). No entanto, "SECAM E" só existiu em fases de desenvolvimento. A implantação real usou o formato de linha 625. Isso facilitou o intercâmbio e a conversão entre PAL e SECAM na Europa. A conversão muitas vezes nem era necessária, pois mais e mais receptores e videocassetes se tornaram compatíveis com ambos os padrões, ajudados nisso pelas etapas e componentes comuns de decodificação. Quando o plugue SCART se tornou padrão, ele poderia ter RGB como entrada, ignorando efetivamente todas as peculiaridades dos formatos de codificação de cores.
Quando se trata de videocassete domésticos, todos os padrões de vídeo usam o que é chamado de formato "color under". A cor é extraída das altas frequências do espectro de vídeo e movida para a parte inferior do espectro disponível da fita. Luma então usa o que resta dele, acima da faixa de frequência de cor. Isso geralmente é feito por heterodyning para PAL (bem como NTSC). Mas a natureza FM da cor no SECAM permite um truque mais barato: divisão por 4 da frequência da subportadora (e multiplicação no replay). Isso se tornou o padrão para a gravação de VHS SECAM na França. A maioria dos outros países continuou usando o mesmo processo de heterodyning que para PAL ou NTSC e isso é conhecido como gravação MESECAM (como era mais conveniente para alguns países do Oriente Médio que usavam transmissões PAL e SECAM). Outra diferença no gerenciamento de cores está relacionada à proximidade de faixas sucessivas na fita, que é uma causa para crosstalk croma no PAL. Uma sequência cíclica de 90° de fase croma muda de uma linha para a próxima e é usada para superar esse problema. Isso não é necessário na SECAM, pois o FM fornece proteção suficiente.
Em relação aos primeiros videodiscos analógicos, o padrão Laserdisc estabelecido suportava apenas NTSC e PAL. No entanto, um formato de disco óptico diferente, o transmissivo Thomson fez uma breve aparição no mercado. Em algum momento, utilizou um sinal SECAM modificado (subportadora FM única a 3,6 MHz). O material flexível e transmissivo da mídia permitia o acesso direto a ambos os lados sem virar o disco, um conceito que reapareceu em DVDs de várias camadas cerca de quinze anos depois.

## Área de lançamento
A seleção dos países na região PAL varia com o sistema e os distribuidores dos jogos. Os seguintes países e áreas são normalmente incluídos num lançamento PAL:
- África do Sul
- Alemanha
- Argentina
- Austrália
- Bélgica
- Brasil
- China
- Dinamarca
- Espanha
- Finlândia
- França (utilizando o PAL-SECAM TV)
- Grécia
- Holanda
- Hungria
- Índia
- Irão
- Irlanda
- Islândia
- Israel
- Itália
- Noruega
- Nova Zelândia
- Paquistão
- Polônia
- Portugal
- Reino Unido
- Romênia
- Rússia
- Suécia
- Tailândia
- Turquia

Junto com outros países do Oriente Médio, África e Europa.